# باربرا لاثام
باربرا لاثام (بالإنجليزية: Barbara Latham)‏ هي رسامة أمريكية، ولدت في 6 يونيو 1896 في Walpole, Massachusetts ‏ في الولايات المتحدة، وتوفيت في 28 مايو 1989 في سانتا فيه في الولايات المتحدة.